# Речной транспорт Тольятти

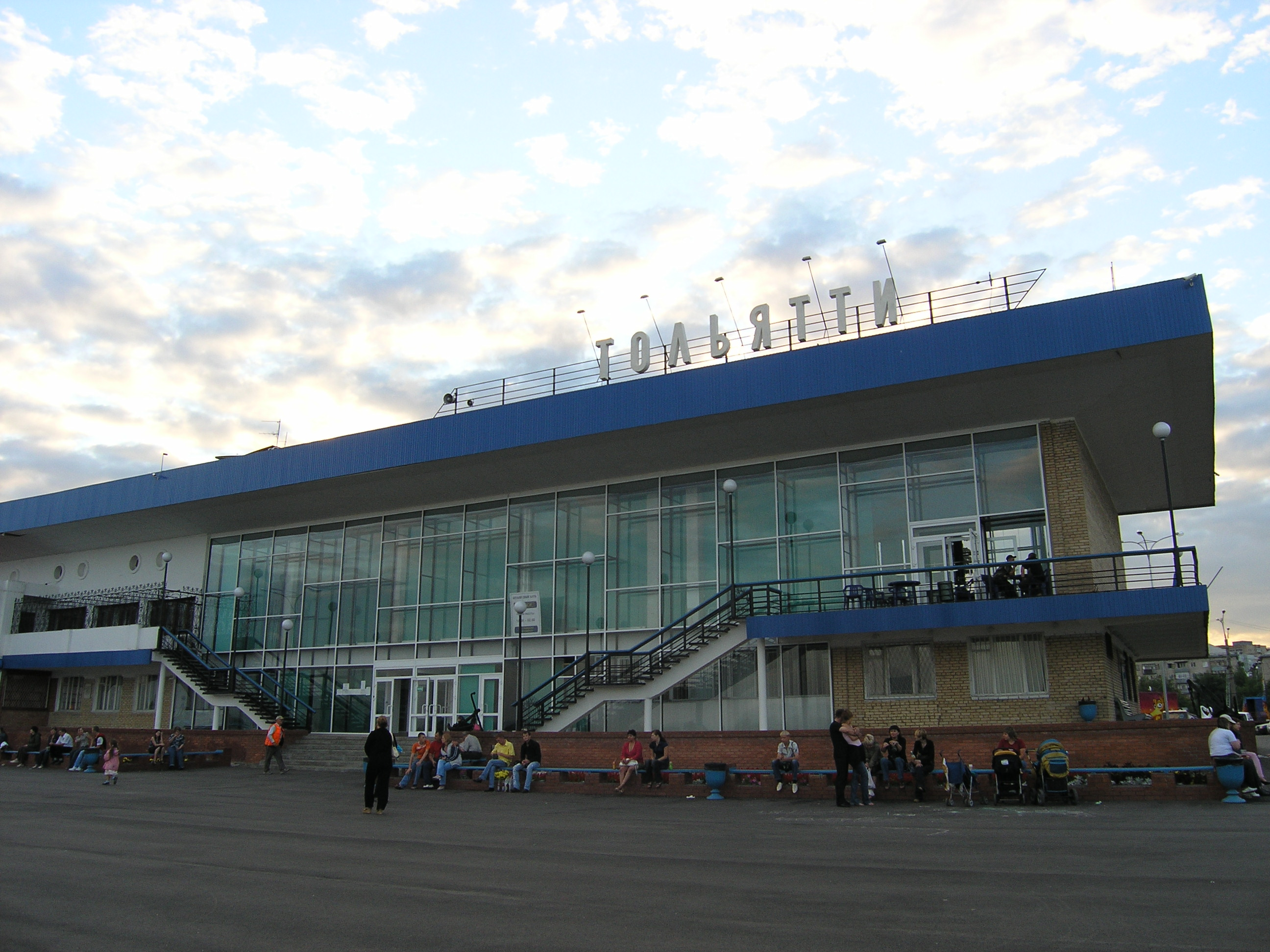
Здание речного вокзала
Комсомольский район

Речной транспорт города Тольятти состоит из грузопассажирского речного порта, а также причалов и судов ОАО «АвтоВАЗТранс». Кроме того, к речной инфраструктуре города можно отнести судоремонтный завод.

## История

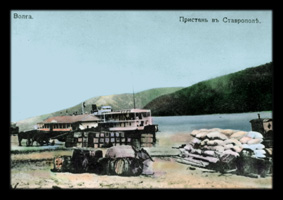
Пристань в Ставрополе
конец XIX века

## Речной порт

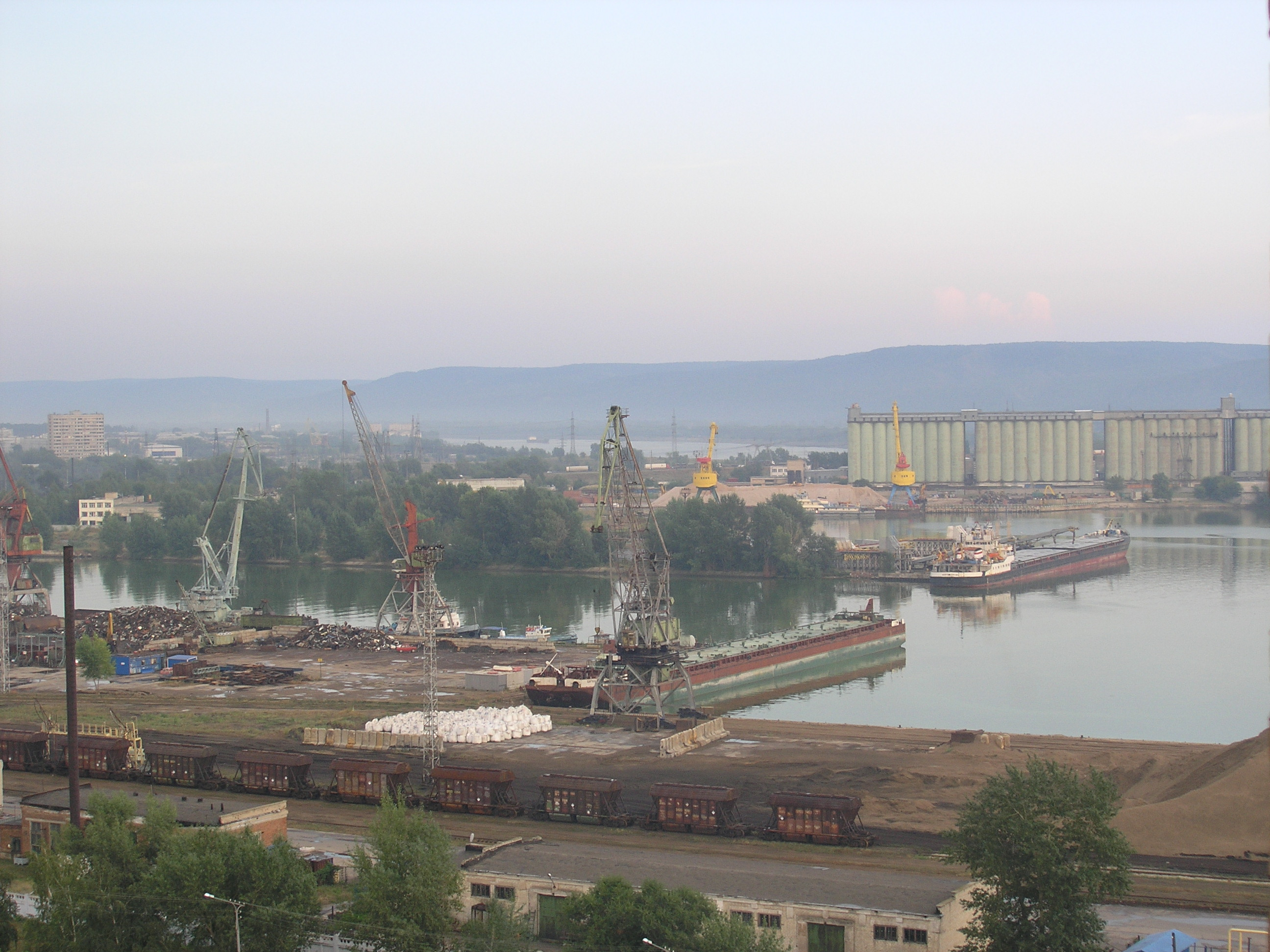
Речной порт Тольятти

В Самарской области расположены 3 речных порта для судов класса «река — море» с выходом к Волго-Донскому и Беломорско-Балтийскому каналам, а также глубиной, позволяющей принимать суда с осадкой до 5 метров, порт Тольятти — один из них.
Речной порт Тольятти (ПАО) — грузопассажирский порт на реке Волга в акватории Куйбышевского водохранилища. Состоит из грузового и пассажирского районов. Объединённый грузовой район состоит из 8-ми причалов общей протяжённостью 1272 метра — 2 нефтеналивных, 2 сухогрузных, причалов леса, соли, хлебных грузов и ОАО «ТольяттиАзот»; торца — 80 метров и ремонтно-отстойного пункта — 100 метров. Способен принимать суда класса «река-море»
В пассажирском районе порта расположены речной вокзал пропускной способностью 200 пассажиров в сутки, здания управления и гостиница на 100 мест. Отправление и прибытие пассажирских судов производится посредством капитального причала длиной 145 м и двух железнодорожных понтонов по 45 м.
От основного речного порта (в Комсомольском районе города) курсируют суда: по внутриобластной линии Тольятти — Подвалье с промежуточными остановками Автоград, Климовка, Новодевичье; по 2-м пригородным линиям: Тольятти — Жигули — Берёзовка, Тольятти — Жигули — Берёзовка — Усолье.
Кроме того, имеется причал «Автоград», расположенный в Автозаводском районе Тольятти.

## Перспективы развития

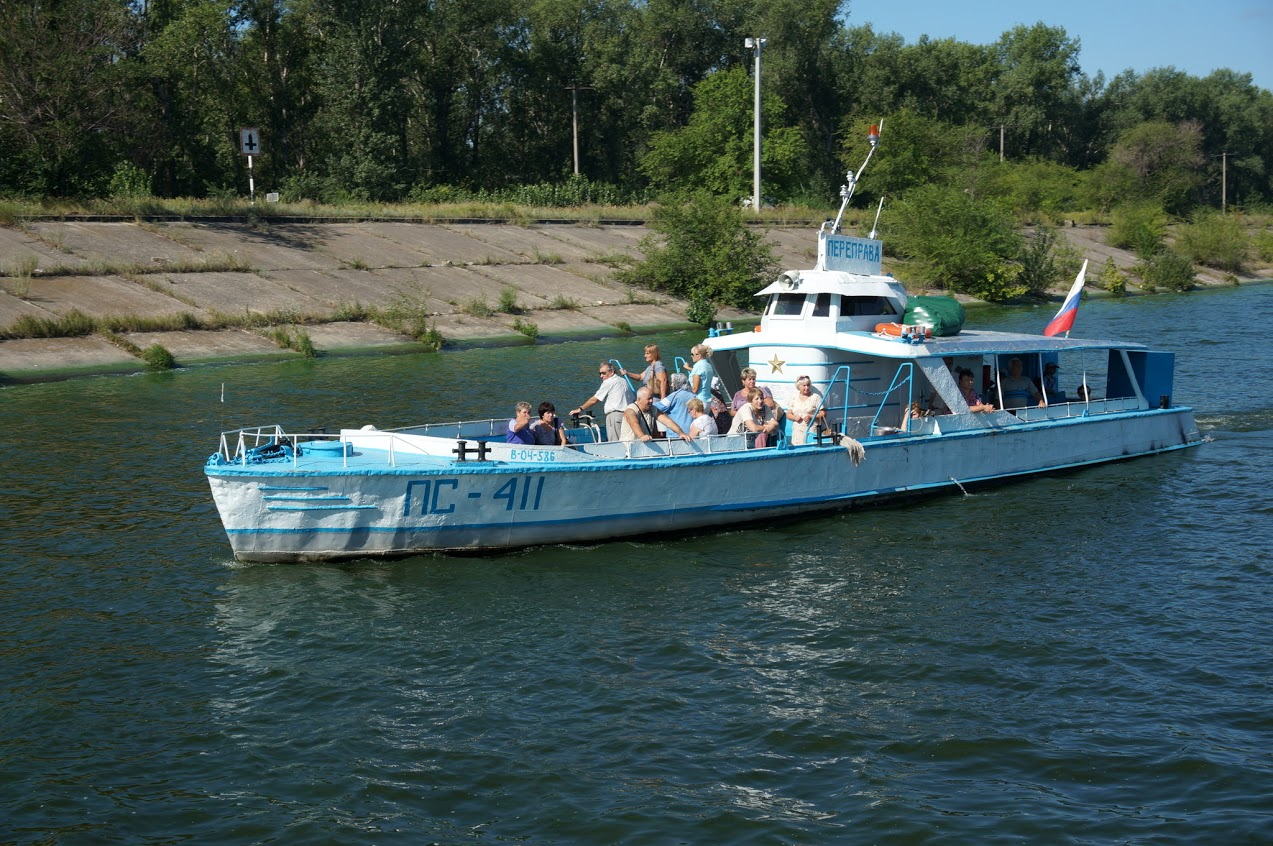
Переправа на полуостров Копылово

Проект создания логистического центра и крупного терминала в Тольятти существует уже с начала XXI века.
Тольяттинский терминал рассматривается властями как пилотный проект: опыт создания которого будет использован в других регионах страны.
Разработчики проекта обосновывают необходимость строительства терминала тем, что с 2010 года все (за исключением специфических) грузовые перевозки России будут осуществляться в контейнерах.
Выбор места строительства объясняется выгодным расположением на пересечении международных транспортных потоков «Север-Юг» и «Запад-Восток».
Проект консолидирующего центра предполагает строительство мультимодальных контейнерных терминалов в речных портах Тольятти и Сызрани, железнодорожных вокзалах Самары и Сызрани, в аэропорту Курумоч и на станции Водинская в Новосемейкино.
Терминал будет располагаться в районе 5-7 причалов речного порта на площади ~11 га и будет обрабатывать грузы автомобильного, водного и железнодорожного транспорта.
Затраты федерального бюджета составят 2 млрд рублей, в состав терминала войдут склады, административные здания и депо ремонта контейнеров.
Сроки исполнения проекта:
- 2008 год — проектирование терминала
- 2009 год — начало строительства.

## АвтоВАЗтранс

Паром «Усолье»

В Автозаводском районе предприятием водного транспорта ОАО «АвтоВАЗтранс» от причала 6 квартала осуществляется перевозка пассажиров на теплоходах по маршруту Автозаводский район — Жигули — Строитель (НИВА) — Берёзовка и перевозки пассажиров, автотранспорта и грузов паромами на линии Тольятти (Новый город) — с. Усолье (Шигонский район). Настоящая паромная переправа в какой-то мере разгружает плотину Куйбышевской ГЭС от автотранспорта и обеспечивает прямые связи Автозаводского района Тольятти с Сызранским районом Самарской области.